# راي ميلاند
راي ميلاند (بالإنجليزية: Ray Milland)‏ (مواليد 03 يناير 1907 - الوفاة 10 مارس 1986) هو ممثل ويلزي بدأ مسيرته الفنية عام 1929. وهو أيضا مخرج. كما أنه من الفائزين بجوائز الأوسكار وجائزة غولدن غلوب.

## الأعمال

### أفلام
- ثلاث فتيات ذكيات (1936)
- السارق (1952)
- قصة حب (1970)
- نهاية الأسبوع المفقودة (1945)

## روابط خارجية
- راي ميلاند على موقع IMDb (الإنجليزية)
- راي ميلاند على موقع الموسوعة البريطانية (الإنجليزية)
- راي ميلاند على موقع روتن توميتوز (الإنجليزية)
- راي ميلاند على موقع ألو سيني (الفرنسية)
- راي ميلاند على موقع ميوزك برينز (الإنجليزية)
- راي ميلاند على موقع تيرنر كلاسيك موفيز (الإنجليزية)
- راي ميلاند على موقع أول موفي (الإنجليزية)
- راي ميلاند على موقع قاعدة بيانات برودواي على الإنترنت (الإنجليزية)
- راي ميلاند على موقع قاعدة بيانات الأفلام السويدية (السويدية)
- راي ميلاند على موقع إن إن دي بي (الإنجليزية)